# مانو مولینا
مانو مولینا (انگلیسی: Manu Molina؛ زادهٔ ۲۰ نوامبر ۱۹۹۱) بازیکن فوتبال اهل اسپانیا است.
از باشگاه‌هایی که در آن بازی کرده‌است می‌توان به باشگاه فوتبال رکریتیوو اوئلوا، باشگاه فوتبال اسپانیول، و باشگاه فوتبال اوئسکا اشاره کرد.